# Río Viejo, Nicaragua
Río Viejo är en 157 kilometer lång flod i Nicaragua. Den har sin källa i Naturreservatet Volcan Yalí och rinner ut i Managuasjön, och är därmed en del av Río San Juans flodbäcken. Floden utgör en viktig bevattningskälla för jordbruket.
Río Viejo rinner igenom den mycket bördiga Sébacodalen, men den är inte ensam där. Dalen är mycket ovanlig då två stora floder flyter parallellt igenom den, både Río Viejo och Río Grande de Matagalpa. Som närmast är de endast en kilometer från varandra, med ett slättlandskap emellan, men därefter flyter de åt olika håll till Managuasjön respektive Karibiska havet.
Floden har ett stort vattenkraftverk, Planta Santa Barbara, på gränsen mellan kommunerna San Isidro och Ciudad Darío. Kraftverket bggdes 1972 och har en kapacitet på 46 MW. Orkanen Mitch förstörde dammen 1998 och vattenkraftverket tvingades då tas ur drift för ett tag.